# Château de Commarque
O Château de Commarque é um castelo na encosta situado entre Sarlat e Les Eyzies, na comuna de Les Eyzies-de-Tayac-Sireuil no departamento de Dordogne.
O castelo foi construído no século XII,